# Hochschule für öffentliche Verwaltung Rheinland-Pfalz

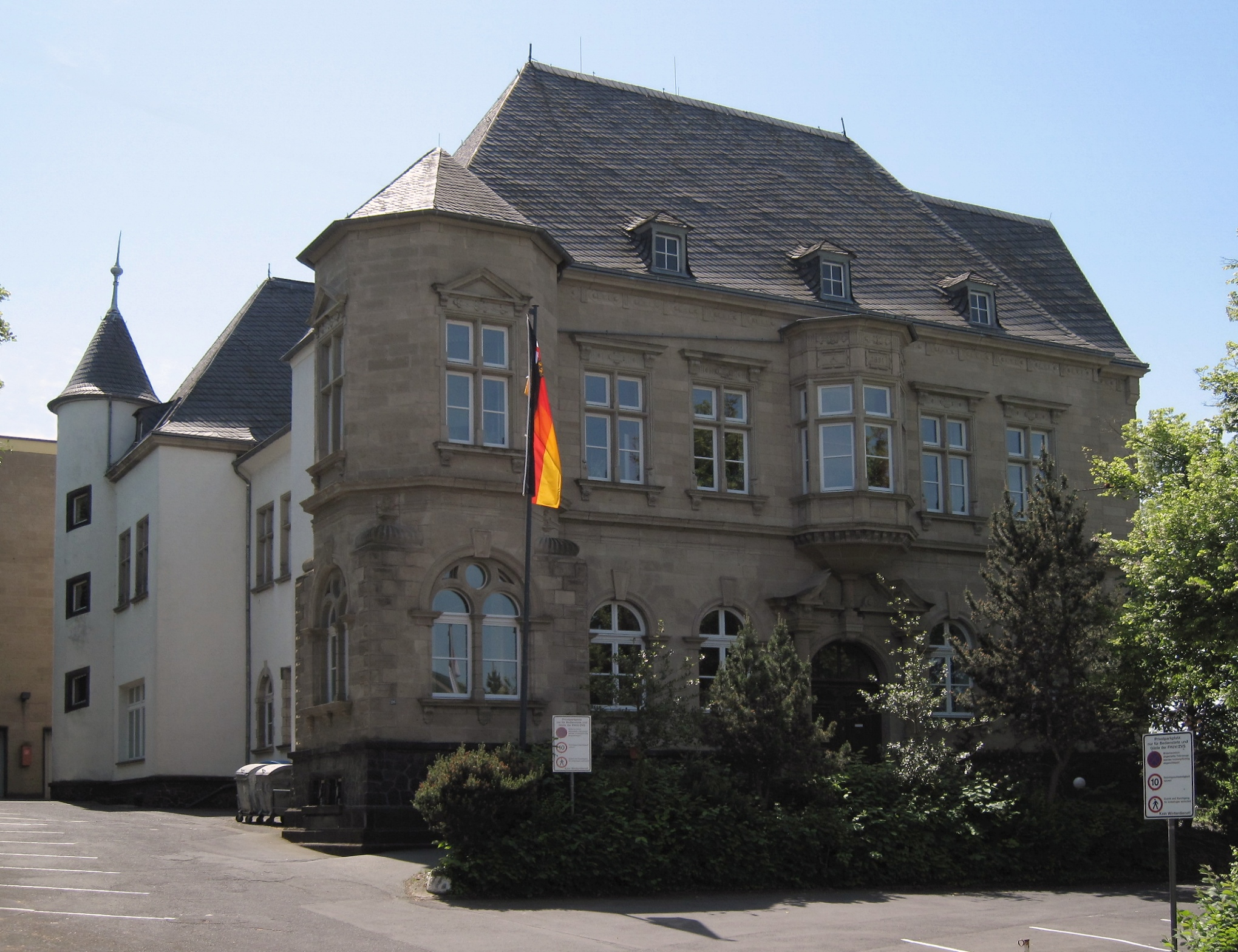
Hochschulgebäude in Mayen

Die Hochschule für öffentliche Verwaltung Rheinland-Pfalz (HöV) ist eine Fachhochschule für öffentliche Verwaltung in Mayen. Sie ist die Ausbildungseinrichtung für Anwärter für das dritte Einstiegsamt in Rheinland-Pfalz. Träger ist das Ministerium des Innern und für Sport des Landes Rheinland-Pfalz.

## Geschichte
Die Fachhochschule für öffentliche Verwaltung wurde 1981 gegründet und gliederte sich bis 31. Januar 2015 in die Fachbereiche Verwaltung in Mayen (in den ehemaligen Räumlichkeiten der aufgelösten Kreisverwaltung Mayen) und Polizei am Flughafen Frankfurt-Hahn.
Am 1. Februar 2015 wurde der Name der Fachhochschule für öffentliche Verwaltung in den heutigen Namen Hochschule für öffentliche Verwaltung geändert. Gleichzeitig wurde der Fachbereich Polizei ausgegliedert und eine eigenständige Hochschule, die Hochschule der Polizei Rheinland-Pfalz, gegründet.

## Studienangebot
Die HöV bildet in einem berufsintegrierten, dreijährigem Studium die künftigen Beamtinnen und Beamten des dritten Einstiegsamts im Verwaltungsdienst der Laufbahn Verwaltung und Finanzen (früher: gehobener nichttechnischer Dienst) aus. Die Ausbildung kann auch im Beschäftigungsverhältnis absolviert werden. Für diverse Bereiche wie Verwaltungsinformatik oder Doppik (früher Kameralistik) werden Aufbaustudiengänge angeboten.
An der HöV konnten zunächst die akademischen Grade „Diplom-Verwaltungswirt (FH)“ und „Diplom-Verwaltungsbetriebswirt (FH)“ erworben werden. Im Jahr 2009 wurde die Ausbildung umgestellt, so dass die Absolventen ab 2012 nicht mehr den Titel „Diplom-Verwaltungswirt (FH)“, sondern „Bachelor of Arts“ erwerben.
Die HöV bietet den Studiengang Verwaltung mit den Studienschwerpunkten Allgemeine Verwaltung, Straßen- und Verkehrsrecht sowie Rentenversicherung, den Studiengang Verwaltungsbetriebswirtschaft und den Studiengang Verwaltungsinformatik an.
Charakteristisch für dieses duale Studienkonzept ist die Kombination eines Studiums auf Hochschulniveau mit einer praxisbezogenen Ausbildung, davon
21 Monate Studienzeit an der Hochschule für öffentliche Verwaltung in Mayen und
15 Monate praktische Ausbildung in der Verwaltung.

## Voraussetzungen
In den Vorbereitungsdienst kann eingestellt werden, wer die Fachhochschulreife oder eine zu einem Hochschulstudium berechtigende Schulausbildung nachweisen kann, die deutsche Staatsangehörigkeit bzw. die Staatsangehörigkeit eines Mitgliedstaates der Europäischen Union hat und die gesetzlichen Voraussetzungen für die Berufung in das Beamtenverhältnis erfüllt. Die Bewerbung zum Studium erfolgt bei den Ausbildungsbehörden.
Ausbildungsbehörden sind staatliche Verwaltungen (z. B. die Aufsichts- und Dienstleistungsdirektion, die Struktur- und Genehmigungsdirektion Nord, die Struktur- und Genehmigungsdirektion Süd, die Polizeipräsidien, die Johannes Gutenberg-Universität Mainz, das Landesamt für Soziales, Jugend und Versorgung Rheinland-Pfalz, der Landesbetrieb Mobilität Rheinland-Pfalz, die Deutsche Rentenversicherung Rheinland-Pfalz) sowie die Kommunalverwaltungen (Verwaltungen der Landkreise, der kreisfreien und großen kreisangehörigen Städte, der Verbandsgemeinden und der verbandsfreien Gemeinden in Rheinland-Pfalz).

## Direktoren
- Klaus Weisbrod (bis September 2024)
- Alice Schmidt

## Bekannte Absolventen
- Günter Kern (* 1956), Politiker (SPD), 2014–2019 Staatssekretär im Ministerium des Innern und für Sport Rheinland-Pfalz[5]
- Markus Lüttger (* 1966), Politiker (CDU), seit 2009 Bürgermeister der Verbandsgemeinde Rüdesheim
- Josef Oster (* 1971), Politiker (CDU), seit 2017 Mitglied des Deutschen Bundestages
- Sabine Bätzing-Lichtenthäler (* 1975), Politikerin (SPD), 2014–2021 Ministerin für Soziales, Arbeit, Gesundheit und Demografie des Landes Rheinland-Pfalz
- Christian Dingert (* 1980), FIFA-Fußballschiedsrichter

## Bekannte Dozenten
- Andreas Lukas (* 1984), Jurist